# Протяжка (инструмент)

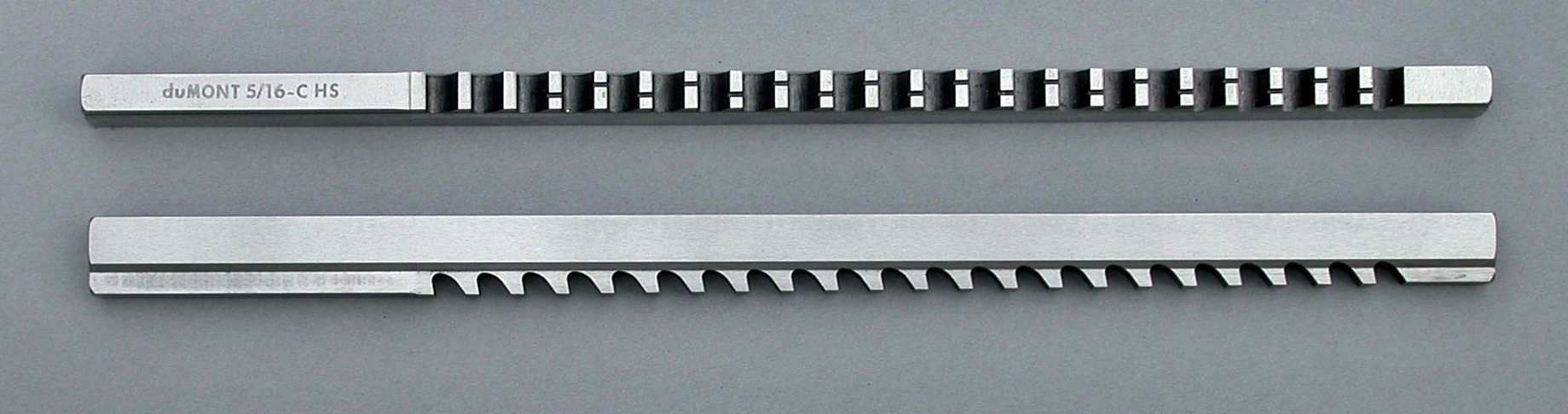
Протяжка

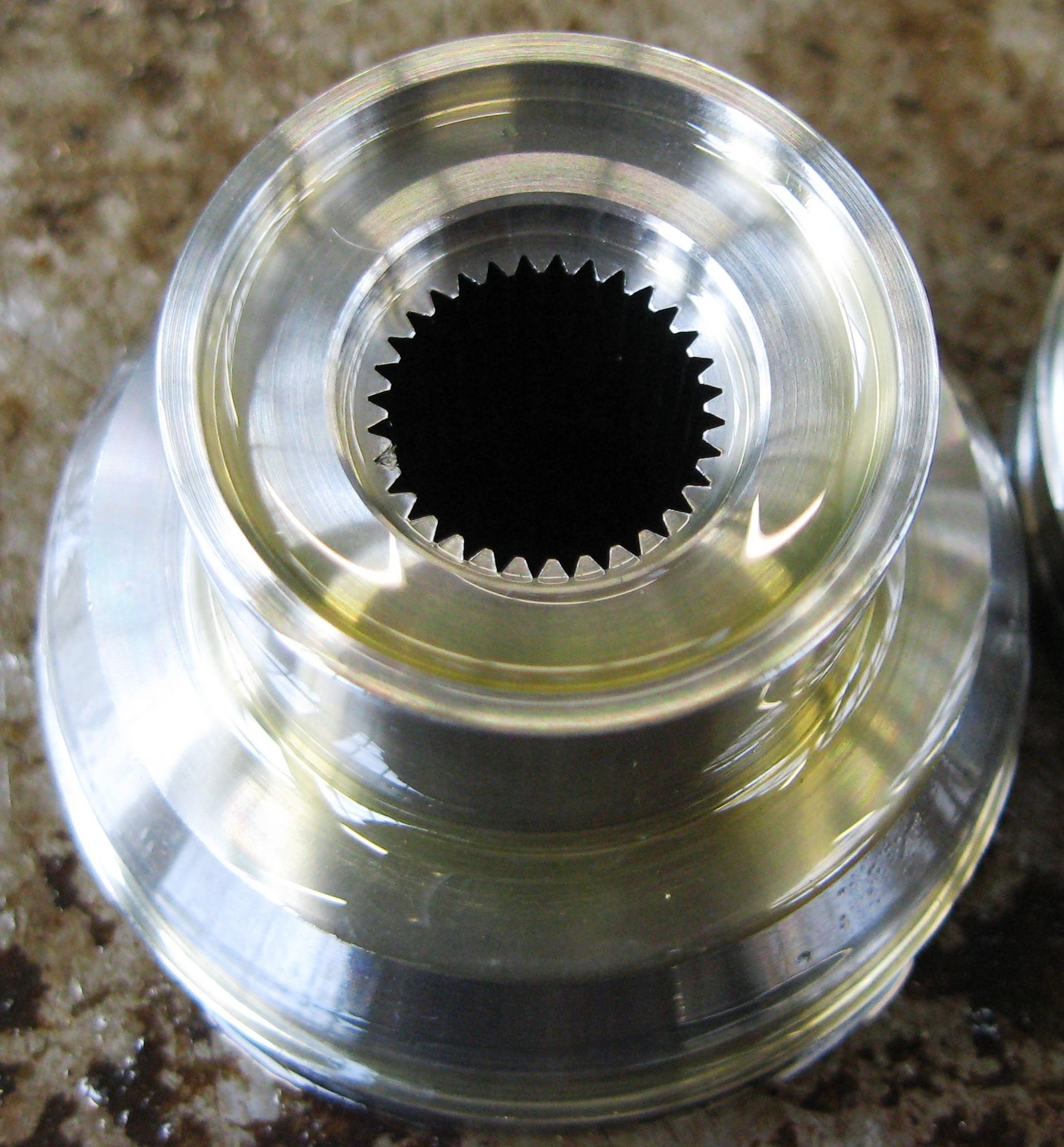
Деталь, отверстие которой обработано фасонной протяжкой

Протяжка — многолезвийный инструмент с рядом последовательно выступающих одно над другим лезвий в направлении, перпендикулярном к направлению скорости главного движения, предназначенный для обработки при поступательном или вращательном главном движении лезвия и отсутствии движения подачи.

## Виды протяжек
В зависимости от вида протягивания — наружного или внутреннего — различают, соответственно, наружные и внутренние протяжки.
Протяжки позволяют обрабатывать фасонные поверхности. Форма поверхностей, на практике протягиваемых чаще других, является одним из критериев классификации протяжек, то есть принято протяжки разделять на шпоночные, круглые, шлицевые, квадратные и т. д. Если же за один рабочий ход протягивается ряд типовых поверхностей, то осуществляющая его протяжка является комбинированной.
В соответствии со схемами резания при протягивании различают протяжки профильной (обычной), генераторной (ступенчатой) и групповой (прогрессивной) схем резания.
Разновидностью протяжного инструмента являются прошивки, применяемые для обработки отверстий, пазов и других поверхностей. В отличие от протяжки, работающей на растяжение, прошивка работает на сжатие и продольный изгиб. Для прошивания отверстий применяют механические и гидравлические прессы.
Существуют и другие виды протяжек. Так, в силу того, что протяжка является режущим инструментом, некоторые классификационные признаки режущего инструмента вообще могут быть в частности положены и в основу классификации протяжек. Например, как многие виды режущего инструмента, протяжки бывают цельными и сборными.

## Конструктивные элементы внутренних протяжек
Внутренняя протяжка имеет следующие конструктивные элементы: хвостовик с длиной l1, служит для закрепления протяжки в патроне протяжного станка и передачи силы резания, шейку длиной l2, переходный направляющий конус длиной l3, переднюю направляющую l4, рабочую часть длиной l5, которая состоит из участков длиной l6 с черновыми зубьями, длиной l7 с чистовыми зубьями и участка l8 с калибрующими зубьями, заднюю направляющую часть длиной l9 и задний хвостовик l10.
На рабочей части протяжки (длина l5) расположены черновые, чистовые и калибрующие зубья. Чистовые зубья имеют меньший подъем зуба, чем режущие. Режущие зубья предназначены для снятия основного припуска с обрабатываемой поверхности заготовки. Подъем на зуб Sz определяется в зависимости от типа протяжки и обрабатываемого материала. Форма режущих зубьев в сечении, проходящем через ось протяжки. Режущие кромки обычно расположены в плоскости, перпендикулярной к оси.
Расстояние между лезвиями режущих зубьев, то есть шаг р, является одним из основных размеров, определяющих конструктивные элементы, конструкцию протяжки и её работоспособность. Между зубьями расположены стружечные канавки. Форму и размеры зуба и стружечной канавки устанавливают исходя из условий возможности резания и образования стружки, размещения стружки в канавке и прочности зуба. Они зависят от шага зубьев р, высоты hк стружечной канавки, ширины b спинки зуба, переднего γ и заднего α углов; основание канавки делают в форме дуги радиусом rк. Передний угол γ принимают в зависимости от обрабатываемого материала: для стали γ = 10—20°, для чугуна γ = 5—8°. Задний угол на режущих зубьях α = 3—4°, на чистовых α = 2°, на калибрующих α = 1°. Зубья с прямолинейной спинкой применяют для материалов, дающих стружку надлома, с радиусной спинкой — для вязких материалов, дающих сливную стружку. Канавки удлиненной формы применяют при обработке отверстий, прерывистых по длине, а также при большой длине протягивания.